# Jennifer Tellier
Pour les articles homonymes, voir Tellier.
 (octobre 2021).
Jennifer Tellier est une autrice française de fantasy, née le 15 novembre 1970 à Gennevilliers (Hauts-de-Seine).

## Biographie
Jennifer Tellier a une formation de professeur d'anglais.
Elle commence à publier en 2016 des romans de fantasy.

## Publications
- L'Assoupi, 2016, éditeur Anyway ; réédité en 2020 aux éditions Nanachi
- Trilogie Elijah :
  - Vertemuraille, 2019, éditions Nanachi
  - L'Île de Glace, 2020, éditions Nanachi
  - L'Île aux Ours, 2020, éditions Nanachi
- L'Enragée, 2021, 404 Éditions. Prix « 404 Factory » en 2021.
- La Bibliothèque du Manoir, 2022, Twinkle Editions, recueil avec Ellie S. Green, Alric et Jennifer Twice, Johanna Marines, Nancy Guilbert, Camille de Montgolfier, Laetitia Arnould, Jeremy Angelo, Sacha Bazet, Livia Meinzolt, Karine Martins - Nouvelle East End